# Praia
Praia («platja», en portuguès) és la capital i la ciutat principal de Cap Verd, estat insular de l'oceà Atlàntic, a l'oest del Senegal. Està situada al sud de l'illa de Santiago, a 14° 55′ N 23° 31′ O. Amb una població de 128.000 habitants el 2015, és també la concentració urbana més gran del país. La variant del crioll capverdià parlada a Praia s'anomena badiu.

## Història

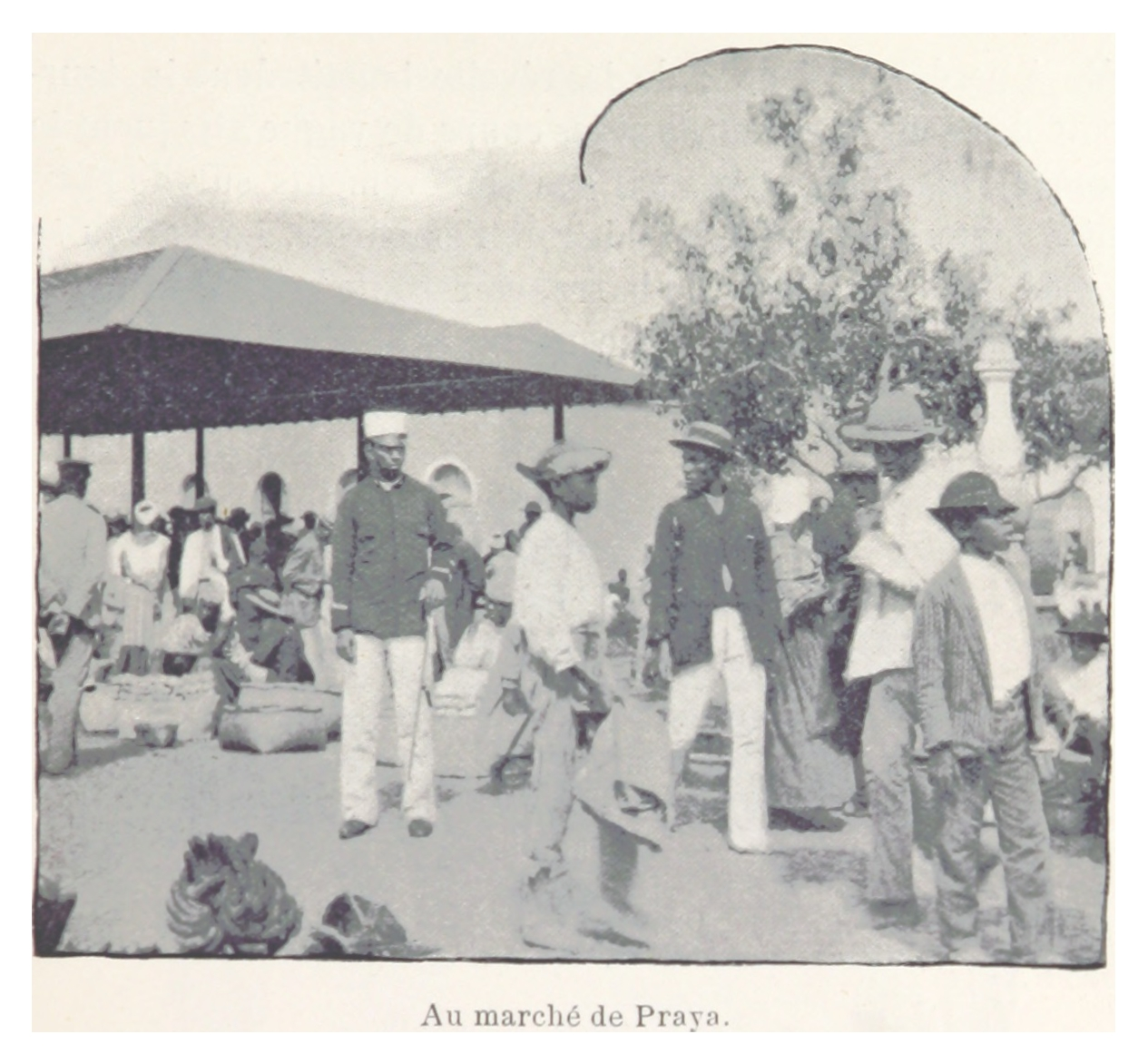
Praia el 1899

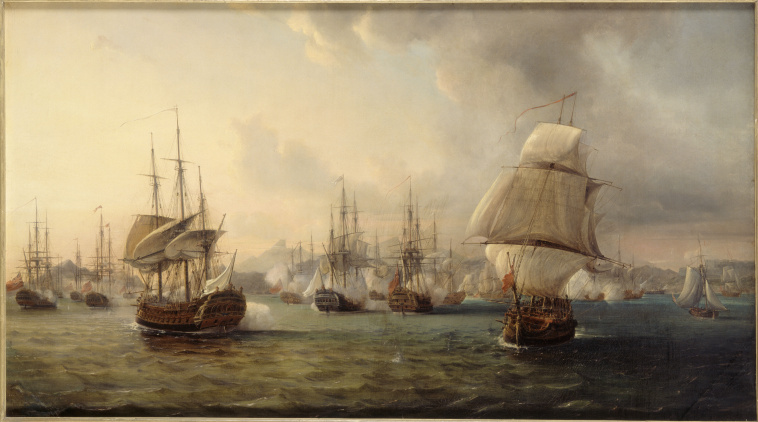
Una representació de Praia durant la batalla de Porto Praya de 1781.

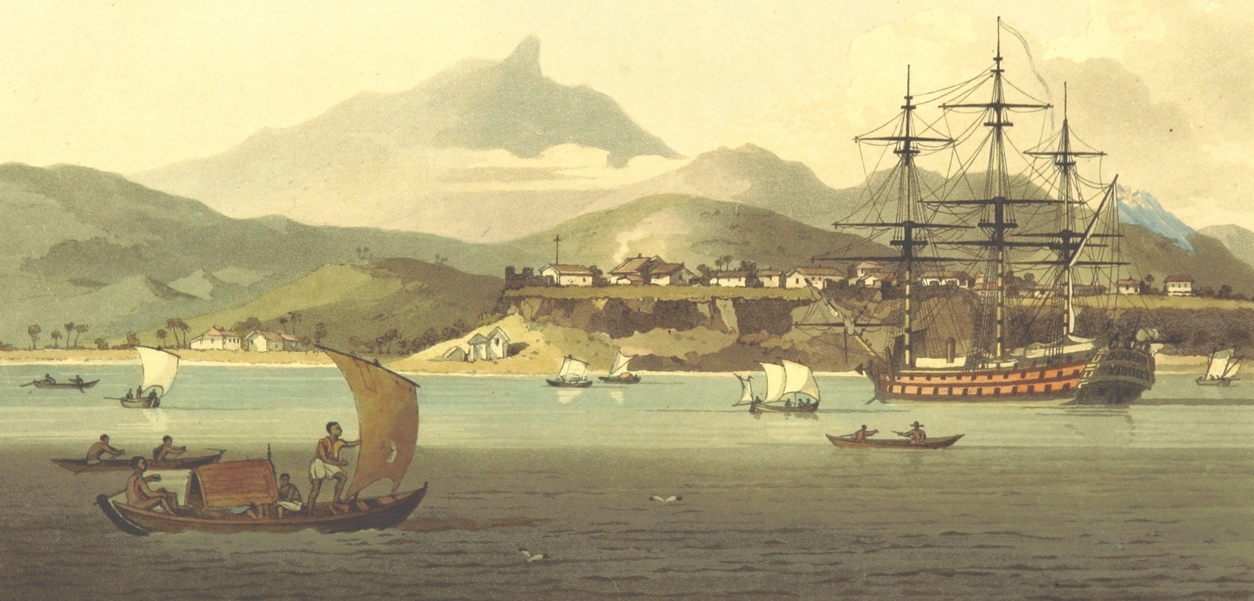
Praia, representada l'any 1806.

L'illa de Santiago va ser descoberta per António da Noli l'any 1460. El primer assentament de l'illa va ser Ribeira Grande (Cidade Velha). El poble de Praia de Santa Maria va ser esmentat per primera vegada cap al 1615 i va créixer prop del port natural. Els ports de Santiago eren importants ports d'escala per als vaixells que navegaven entre Portugal i les colònies portugueses d'Àfrica i Amèrica del Sud. Entre finals del segle XVI i finals del segle XVIII, tant Ribeira Grande com Praia van patir nombrosos atacs pirates, entre ells els de Francis Drake (1585) i Jacques Cassard (1712).
Ribeira Grande de Santiago, situada a 15 km de l'actual capital, va ser el primer nucli europeu en terres africanes, escollit perquè oferia unes condicions òptimes en cas d'atac. Praia inicialment s'utilitzà com un port clandestí per tal de saltar-se el pagament dels impostos que es demanaven a Ribeira Grande, que anà perdent pes a la zona.
Per la seva posició estratègica en un altiplà tenia una millor protecció contra els atacs pirates, fet que li donava un gran avantatge sobre la ciutat més antiga de Ribeira Grande (Cidade Velha). A poc a poc va substituir Cidade Velha per fer-se l'assentament més important de Cap Verd, i es va convertir en la capital de Cap Verd el 1770. La batalla naval de Porto Praya va tenir lloc al port de Praia el 16 d'abril de 1781, com que Portugal era neutral, va implicar Gran Bretanya i França i va acabar amb un empat tàctic i una victòria estratègica francesa. Praia va ser la primera parada del viatge de Charles Darwin amb l'HMS Beagle el 1832.
En el transcurs del segle XIX, la Meseta va ser totalment reurbanitzada amb carrers segons un Pla hipodàmic, revestit de grans edificis colonials i mansions. Praia es va convertir oficialment en ciutat l'any 1858, que va assegurar la seva condició de capital de Cap Verd, concentrant els papers polítics, religiosos i econòmics. A principis de la Dècada del 1920, la població era d'uns 21.000 habitants.
El gran creixement de la ciutat a partir de la dècada de 1970, quan van arribar de cop milers de persones procedents de les zones rurals de l'Illa de Santiago i d'altres illes. Aquesta extensió de la ciutat en totes direccions sense planificació ha suposat una escassetat crònica d'aigua, electricitat, clavegueram i transport, malgrat les inversions que s'han fet per intentar-ho arreglar. La part positiva d'aquest creixement incontrolat ha estat la multiculturalitat que s'hi aprecia.
Com en altres parts de l'arxipèlag, la resistència contra el domini portuguès va augmentar als anys cinquanta. No hi va haver una guerra d'independència oberta com a Guinea Bissau; després de la revolució dels clavells de 1974 a Portugal i el final de la guerra colonial portuguesa, Cap Verd va declarar la independència el juliol de 1975. Després de la independència, Praia va experimentar un auge demogràfic, rebent moviments migratoris de totes les illes. Com a resultat, el 56% de tota la població de Cap Verd resideix a Santiago; i un 29% només al municipi de Praia. La seva població estimada ha arribat als 151.436 (2015). El 28 de juny de 1985, Praia es va convertir en membre de la UCCLA, la Unió de Luso - Ciutats Capitals Afroamericanes-Asiàtiques, una organització internacional.
El 2008 es va fer un pla estratègic que inclou diverses actuacions a la ciutat que s'estan duent a terme amb l'objectiu de millorar la seguretat, la neteja, i fer la ciutat més cosmopolita, moderna i dinàmica. Aquestes transformacions es concentren especialment al centre històric de la ciutat. En aquest sentit s'han creat àrees per a vianants, zones verdes, s'ha promogut l'artesania i s'han adequat espais per les venedores ambulants.

## Descripció

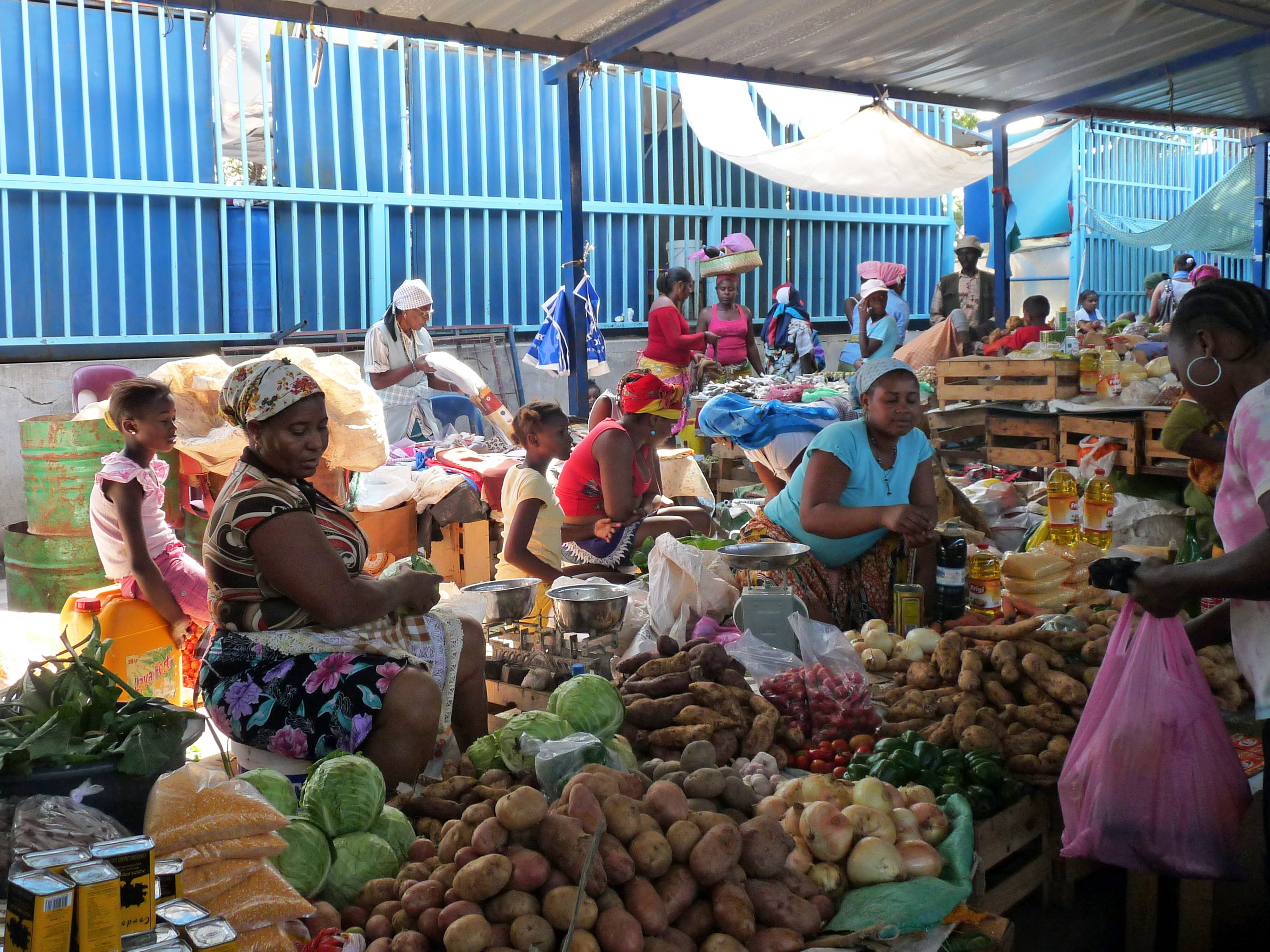
Mercat de Praia

Com a capital de l'estat, al barri anomenat el Platô (o Plateau; és a dir, l'"Altiplà", un promontori vora mar) s'hi aixequen edificis públics i altres construccions d'importància, com el Palau Presidencial, bastit al final del segle xix com a residència del governador portuguès. També hi destaquen l'antic Ajuntament (Câmara Municipal), edifici de façana clàssica amb una torre central quadrada; l'església de Nossa Senhora da Graça, també d'estil neoclàssic; el Museu Etnogràfic i el monument a Diogo Gomes, navegant portuguès i descobridor de l'illa de Santiago el 1460.
A 15 km a l'oest de Praia, a la costa, hi ha la Cidade Velha («Ciutat Vella»), la primera capital de Cap Verd. Uns 60 km al nord s'aixeca la ciutat d'Assomada, amb el seu mercat concorregut i el Museu da Tabanka. Al nord de l'illa de Santiago hi ha la ciutat i el municipi de Tarrafal, platja de sorres clares i palmeres, amb alguna infraestructura turística.
Pel seu port s'exporten cafè, canya de sucre i fruites tropicals. Posseeix igualment una important indústria pesquera. El municipi de Praia està constituït per tres freguesias: Nossa Senhora da Graça, Santíssimo Nome de Jesus i São João Baptista.

## Geografia

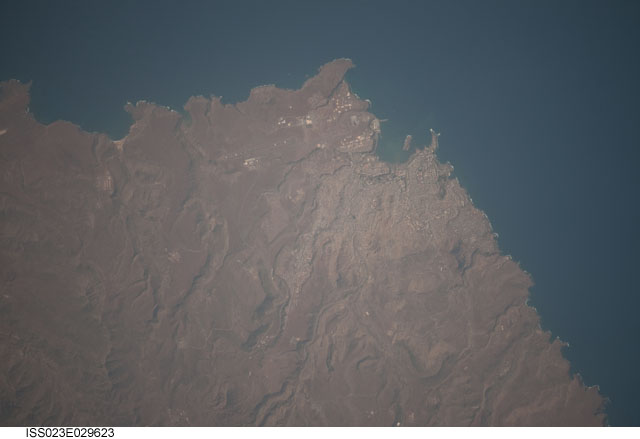
Vista aèria de Praia.

Geogràficament, Praia es pot descriure com un conjunt d'altiplans i les seves valls circumdants. Aquests altiplans generalment tenen el nom d'achada (Achada de Santo António, Achada de São Filipe, Achada Eugénio Lima, Achada Grande, Achadinha, etc. —achada és una paraula portuguesa per designar un altiplà volcànic), però el central s'anomena Meseta. L'assentament urbà es fa majoritàriament al cim d'aquests altiplans i al llarg de les valls. L'illot de Santa Maria es troba davant de la platja que porta el mateix nom.
Durant molt de temps, només la Meseta va ser considerada com a ciutat, la resta de barris quedant relegats a la condició de perifèrics, tot i tenir sempre una estreta relació amb la Meseta (moviments de persones, intercanvis de béns i serveis, etc.). És per això que abans només la Meseta tenia una urbanització relativament ben desenvolupada i amb infraestructures pròpies. La resta de barris es van desenvolupar d'una manera més orgànica i caòtica.
Només després de la independència la Meseta es va fusionar amb la resta de barris per constituir el que avui es considera Ciutat de Praia. Tota la ciutat estava, aleshores, dotada d'una infraestructura adequada. La urbanització va començar immediatament després de la independència i va intentar expandir-se al nord.

### Clima
Praia té un clima desèrtic (Köppen: BWh) amb una estació humida curta i una estació seca llarga i molt pronunciada. De fet, fora dels mesos d'agost, setembre i octubre, a Praia cauen poques precipitacions. La ciutat veu de mitjana uns 21 mm de pluja per any. Com que el mes més fred està molt per sobre 18 °C els seus patrons de temperatura s'assembla a un clima tropical, però no té prou precipitació per ser classificat com a tal. Malgrat que té un clima àrid, a Praia poques vegades fa molta calor o molt de fred, a causa de la seva ubicació a l'oceà a l'illa de Santiago. Les temperatures són càlides i constants amb una temperatura mitjana alta de 27 °C i una temperatura mitjana baixa de 22 °C.

## Demografia

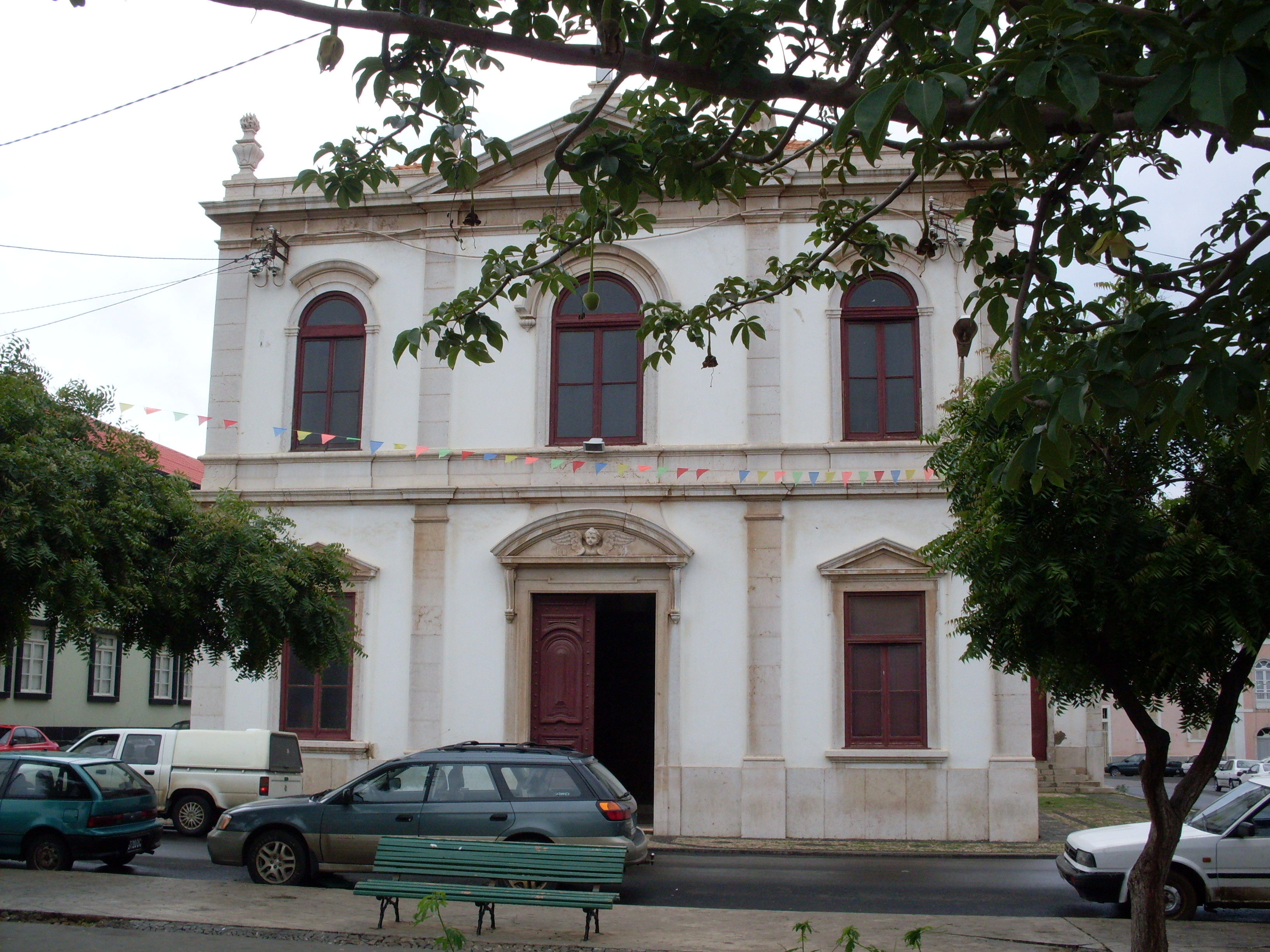
Església Nossa Senhora da Graça

Segons l'oficina nacional d'estadística, la població de la ciutat s'estimava en 159.050 al juliol de 2017. A mitjans del segle XIX, la població s'estimava entre 1.500 i 2.000 habitants.
Quan Edmund Roberts la va visitar el 1832, va observar una població de negres a Praia que sumava uns "dinnou vintès" de la població.
| 1990   | 2010    | 2015    | 2017    |
| 61.644 | 127.832 | 151.346 | 159.050 |

## Economia

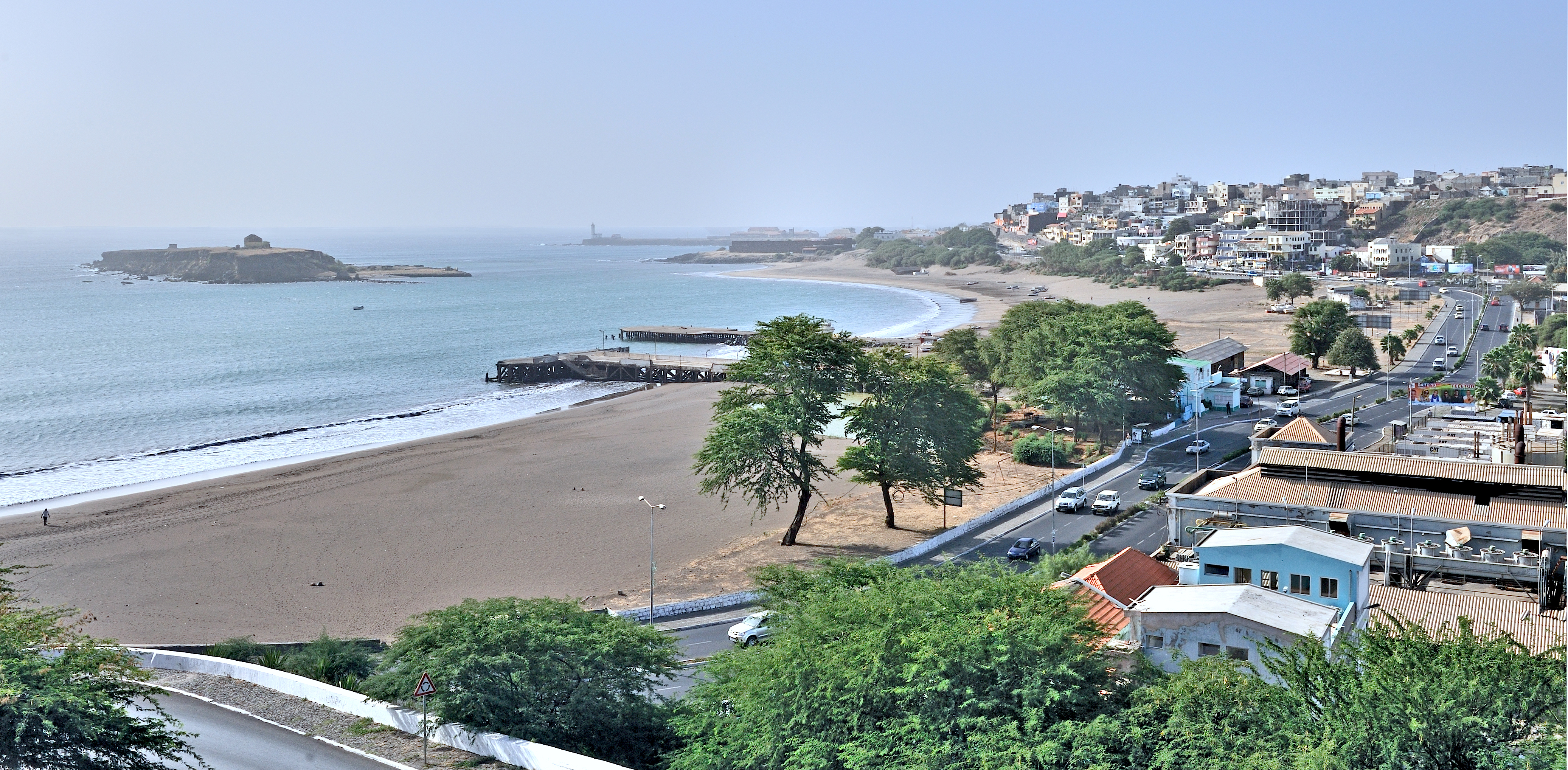
El turisme és un contribuent important a l'economia de Praia

Les principals activitats econòmiques de Praia pertanyen al sector terciari. Més enllà de les activitats relacionades amb l'administració i la governança (local i nacional), hi ha un ampli comerç, serveis (sanitat, educació, turisme, restauració i hoteleria, funcions públiques, etc.), i altres activitats de caràcter liberal.
Sent la capital del país i el centre econòmic, al voltant d'un terç de la població de la ciutat viu per sota del llindar de pobresa (2014). El producte metropolità brut de la ciutat és al voltant del 39% del PIB del país, el que es tradueix en 4.764 dòlars d'ingressos per càpita.

## Cultura

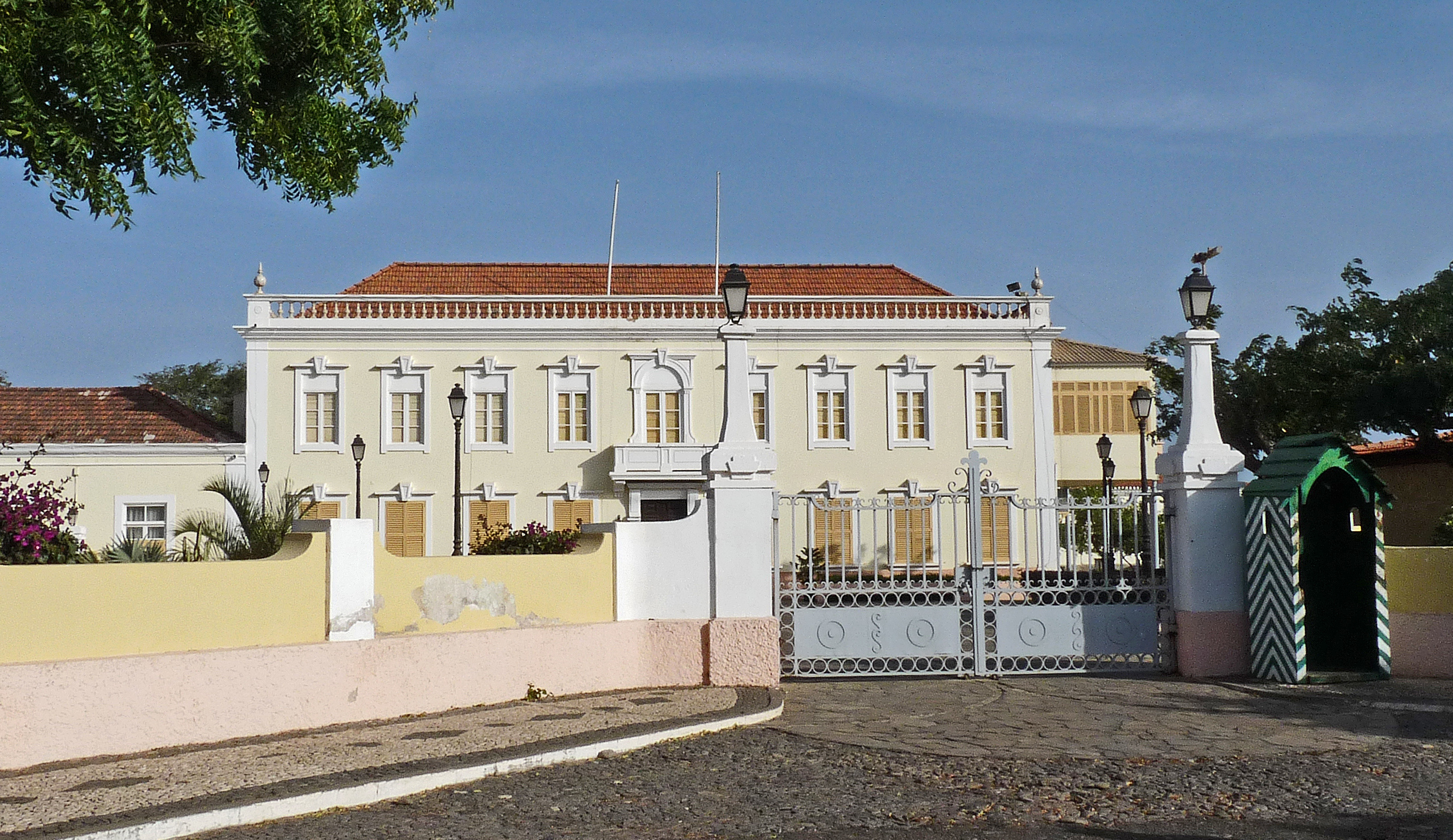
Palau Presidencial de Cap Verd.

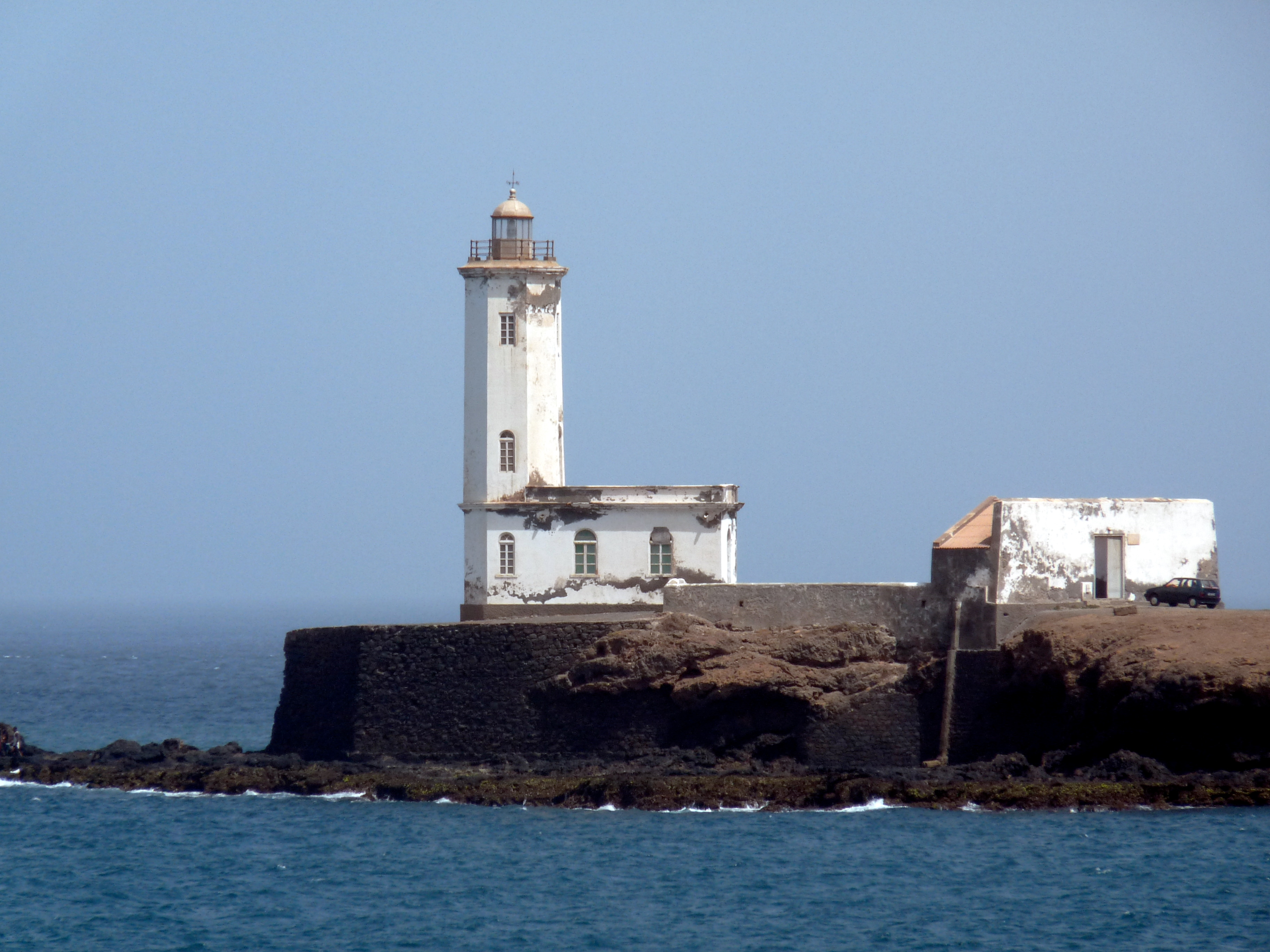
Far de D. Maria Pia.

Hi ha el Museu Etnogràfic, que es va fundar l'any 1997. Alguns dels edificis més antics de Praia són la Caserna Jaime Mota que data de 1826. Des del 2016, el centre històric de Praia està a la llista provisional de Patrimoni de la Humanitat.
Els punts de referència del centre de la ciutat colonial són la plaça d'Albuquerque (anomenada així pel governador colonial de mitjans del segle XIX, Caetano Alexandre de Almeida e Albuquerque), l'antic ajuntament construït a la Dècada del 1920, el Palau Presidencial, que es va construir a finals del segle xix. segle XIX per albergar el governador portuguès i el Monumento de Diogo Gomes, anomenat així pel navegant portuguès que va descobrir l'illa de Santiago el 1460.

## Llocs de culte
Entre els llocs de culte, es troben predominantment esglésies i temples cristians: Diòcesi Catòlica Romana de Santiago de Cabo Verde (Església Catòlica), Església de Jesucrist dels Sants dels Últims Dies, Església del Natzarè, Església Universal del Regne de Déu, Assemblees de Déu.

## Persones notables
- Caló, futbolista
- Arménio Vieira, escriptor
- Dário Furtado, futbolista
- Gardénia Benrós, cantant
- Gelson Fernandes, futbolista
- Ivan Almeida, jugador de bàsquet
- Mito Elias, artista
- Nando Maria Neves, futbolista
- Ronny Souto, futbolista
- Tania Fernandes Anderson, política estatunidenca nascuda a Cap Verd i membre de l'Ajuntament de Boston
- Vadú, cantant
- Yara dos Santos, escriptora

## Relacions internacionals
Praia és agermanada amb:
- Boston, United States[15]
- Faro, Portugal[16]
- Figueira da Foz, Portugal[17]
- Funchal, Portugal[18]
- Gondomar, Portugal[19]
- Jinan, China[20]
- Lisba, Portugal[21]
- Macau, China[22]
- Ponta Delgada, Portugal[23]
- Providence, United States[24]